# Tuira (Oulu)

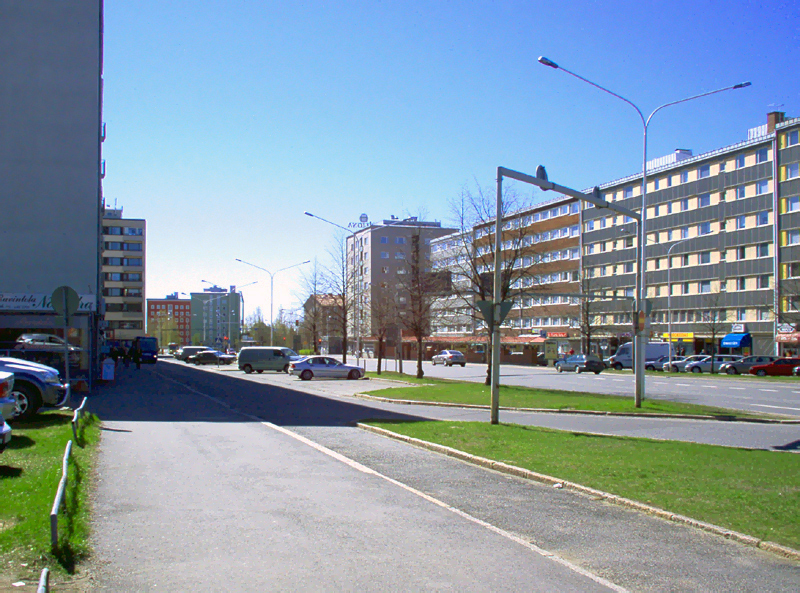
Merikoskenkatu – główna ulica łącząca centrum z północną częścią miasta, przebiegająca przez Tuirę

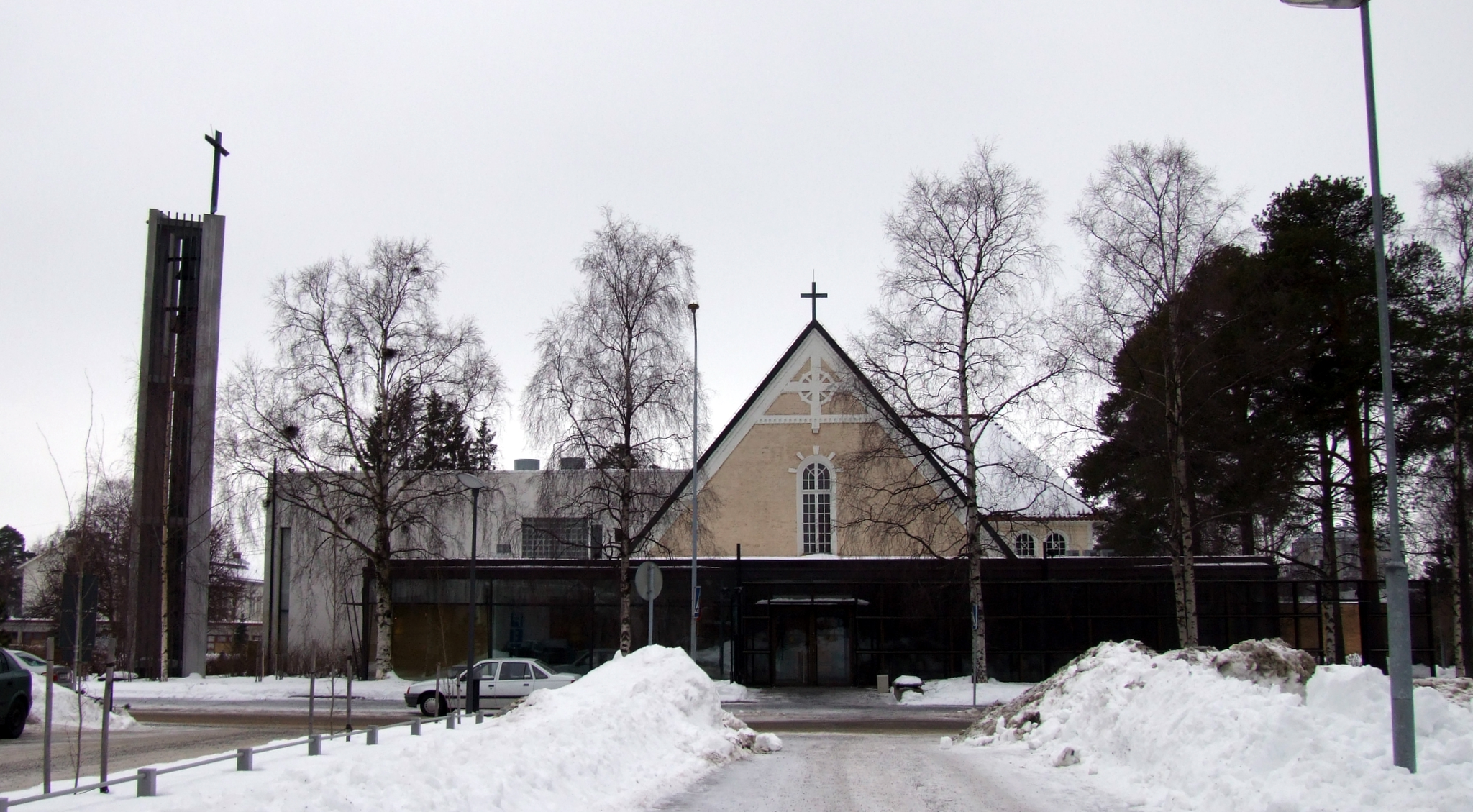
Ewangelicki kościół w Tuirze

Tuira – dzielnica fińskiego miasta Oulu. Znajduje się na północ od centrum, na północnym brzegu Oulujoki. Pod koniec 2015 roku zamieszkana była przez 6890 osób. Tuira należy do większej dzielnicy (fiń. suuralue), która również nosi nazwę Tuira.
Tuira stanowiła podmiejską wieś, która duży impuls rozwoju otrzymała po budowie pierwszych mostów, łączących ją z Oulu w 1869 roku. W 1886 włączona w granice miasta. W latach 70. XX wieku w dzielnicy wzniesiono wiele bloków mieszkalnych, co znacząco zmieniło wygląd dzielnicy, dotychczas zdominowanej przez drewnianą architekturę.
W 1903 roku otwarta została stacja kolejowa Oulu Tuira na linii Oulu – Tornio. Stacja obsługiwała ruch pasażerski do 1990 roku, towarowy do 2002. W 1998 budynek stacyjny został rozebrany.